# Гребен (Германия)
Гребен (нем. Gräben) — община в Германии, в земле Бранденбург.
Входит в состав района Потсдам-Миттельмарк. Подчиняется управлению Цизар.  Население составляет 580 человек (на 31 декабря 2010 года). Занимает площадь 40,84 км².
| Год  | Население |
| ---- | --------- |
| 2005 | 635       |
| 2010 | 593       |